# Hwang Ki
Hwang Ki, auch als Hwang Kee bekannt, (* 9. November 1914 in Jangdan, Gyeonggi-do, Korea; † 14. Juli 2002) ist der Begründer von Tang Soo Do, einer Kampfkunst aus Korea.
Er wurde in Korea unter japanischer Besatzungsmacht geboren und besuchte eine Militärschule. Bevor er 1945 in Seoul eine Kampfkunstschule namens Moo Duk Kwan (kor. 무덕관, Hanja 武德館) gründete, in der er seine Kampfkunst Tang Soo Do (Hangeul 당수도, Hanja 唐手道) unterrichtete, machte er viele Reisen, unter anderem 1936 in die Mandschurei und traf verschiedene Experten des japanischen Karate und des Quanfa. Außerdem lernte er Taekyon, Kwonbob und Soo Bahk Do.
1953 gründete er eine Tang Soo Do Organisation. 1960 gründete er die Gesellschaft für Soo Bahk Do und nannte auch seine Kampfkunst so.
Tang Soo Do (nach Pinyin Tangshoudao  1) ist eine Kombination aus Quanfa, Karate und verschiedenen Kampfkünsten aus Korea. Hwang Kee gründete sie als Gegenstück zum Taekwondo. Tang (당, 唐) ist abgeleitet von der Tang-Dynastie in China, Soo (수, 手) ist die Hand und Do (도, 道) der Weg.
Der chinesische Einfluss zeigt sich hier durch die besondere Ausrichtung auf innere Fähigkeiten, die mehr mit mentalen Fähigkeiten als mit Kampftechniken zu tun haben.
Es geht also um Unbezwingbarkeit im Geist neben der kraftvollen Ausübung körperlicher Techniken. Dies ist der chinesische Einfluss neben dem japanischen.
Siehe auch Hauptseite Taekwondo für eine umfangreiche Darstellung seines Lebens.
Fußnote